# Atletismo nos Jogos Pan-Americanos de 1995 - Heptatlo feminino
A prova do decatlo masculino nos Jogos Pan-Americanos de 1995 foi realizada em 21 e 22 de março no Estádio Atlético "Justo Roman".

## Resultados
| Posição           | Atleta           | Nacionalidade      | 100m B | HJ   | AP    | 200m  | SD   | LD    | 800m    | Pontos | Notas |
| ----------------- | ---------------- | ------------------ | ------ | ---- | ----- | ----- | ---- | ----- | ------- | ------ | ----- |
| Medalha de ouro   | Jamie McNeair    | USA Estados Unidos | 13.18  | 1.77 | 12.82 | 24.25 | 6.20 | 45.40 | 2:16.39 | 6266   | PR    |
| Medalha de prata  | Magalys García   | CUB Cuba           | 13.25  |      | 12.85 | 23.67 | 5.84 | 51.18 | 2:22.15 | 6055   |       |
| Medalha de bronze | DeDee Nathan     | USA Estados Unidos | 13.86  | 1.77 | 13.97 | 24.66 | 6.03 | 31.76 | 2:17.30 | 5879   |       |
| 4                 | Esther Medema    | CAN Canadá         |        |      |       |       |      | 36.26 |         | 5302   |       |
| 5                 | Alejandra García | ARG Argentina      |        | 1.74 |       |       |      |       |         | 5139   |       |